# Pioneer Venus project
Il programma spaziale Pioneer Venus project, ossia la missione Pioneer verso Venere, consisteva in due componenti, lanciati separatamente. La sonda Pioneer Venus 1 o Pioneer Venus Orbiter venne lanciata nel 1978 e studiò il pianeta per più di un decennio dopo l'inserimento orbitale avvenuto nello stesso anno. La Pioneer Venus 2, o Pioneer Venus Multiprobe, inviò invece quattro piccole sonde all'interno dell'atmosfera venusiana. Questa venne gestita dal Centro di ricerche Ames della NASA come parte del Programma Pioneer.

## Pioneer Venus Orbiter
La Pioneer Venus Orbiter, lanciata il 20 maggio 1978, venne inserita in un'orbita ellittica attorno a Venere il 4 dicembre 1978. L'orbiter era un cilindro piatto avente un diametro di 2,5 m e alto 1,2 m. Tutti gli strumenti e i sottosistemi della sonda erano montati sulla sommità del cilindro, eccetto il magnetometro, che si trovava alla fine di un'asta lunga 4,7 m. Un pannello solare si estendeva attorno alla circonferenza del cilindro.
Un'antenna a disco da 1,09 m provvedeva alle comunicazioni con la Terra in banda S ed X. Quest'ultima venne realizzata dalla Hughes Aircraft Company.
La Pioneer Venus Orbiter trasportava 16 esperimenti (per una massa complessiva di 45 kg):
- Un foto-polarimetro per misurare la distribuzione verticale delle nuvole, simile a quello presente nelle Pioneer 10 e 11.
- Un radar per determinare la topografia e le caratteristiche della superficie. Le osservazioni potevano essere condotte solo quando la sonda si trovava a una distanza inferiore a 4700 km dal pianeta. Un segnale a 20 Watt in banda S (1,757 GHz) veniva inviato verso la superficie che lo rifletteva permettendo alla sonda di analizzarne l'eco. La risoluzione al periasse era di 23×7 km.
- Un radiometro infrarosso, per misurare l'emissione infrarossa dell'atmosfera di Venere
- Uno spettrometro ultravioletto per misurare la luce UV emessa e dispersa dall'atmosfera
- Uno spettrometro di massa neutro per determinare la composizione dell'alta atmosfera
- Un analizzatore del plasma per misurare le proprietà del vento solare
- Un magnetometro per misurare il campo magnetico di Venere.
- Un rilevatore di campi elettrici per studiare il vento solare e le sue interazioni
- Una sonda per la temperatura degli elettroni per studiare le proprietà termiche della ionosfera
- Uno spettrometro di massa ionico per capire la composizione della ionosfera
- Un analizzatore di particelle cariche
- Due esperimenti radio per determinare il campo gravitazionale di Venere
- Un esperimento di occultazione radio per studiare le caratteristiche dell'atmosfera
- Un esperimento per misurare la resistenza dell'aria nell'alta atmosfera
- Un esperimento sulla turbolenza del vento solare
- Un rilevatore di lampi gamma

Dall'inserzione nell'orbita al luglio del 1980 il periasse venne mantenuto tra 142 e 253 km per facilitare le misurazione ionosferiche e radar. La sonda si trovava in un'orbita da 24 ore con un apoasse di 66.900 km. In seguito il periasse venne lasciato crescere (fino ad un massimo di 2.290 km). Nel 1991 il mappatore radar venne riattivato per investigare la precedentemente inaccessibile porzione sud del pianeta insieme all'arrivo della sonda Magellano. Nel maggio del 1992 la Pioneer Venus 1 iniziò la fase finale della sua missione, nella quale il periasse venne mantenuto tra 150 e 250 km finché il carburante non si esaurì e la sonda si distrusse precipitando nell'atmosfera nell'agosto seguente.

## Pioneer Venus Multiprobe
La Pioneer Venus Multiprobe consisteva in un modulo di trasporto che conteneva quattro sonde atmosferiche (una grande e tre più piccole). Nessuna di queste sonde aveva capacità fotografiche e non vennero progettate per l'analisi del suolo o per un atterraggio morbido. La sonda maggiore aveva un paracadute che era stato progettato per separarsi ad una certa altitudine, mentre le sonde piccole non avevano nessun paracadute. La sopravvivenza delle sonde sulla superficie era considerato un bonus. Tutte le sonde sopravvissero alla densità dell'atmosfera venusiana almeno fino all'impatto, ma solo una sopravvisse dopo l'impatto per un periodo significativo.
La sonda maggiore venne rilasciata il 16 novembre 1978, mentre le tre sonde più piccole il 20 novembre. Tutte e quattro le sonde entrarono nell'atmosfera venusiana il 9 dicembre, seguite dal modulo di trasporto.

### Il modulo di trasporto
Il modulo di trasporto venne fatto entrare nell'atmosfera con un basso angolo di ingresso e trasmise dati finché non si distrusse a causa del calore generato dall'attrito. L'obiettivo era di studiare la struttura e la composizione dell'atmosfera sulla superficie, la natura e la composizione delle nubi, il campo di radiazioni e il cambiamento energetico nella bassa atmosfera e l'informazione locale sulla circolazione atmosferica.
Il modulo consisteva in un cilindro di 2,5 m di diametro del peso di 290 kg e permetteva la visione diretta solo dell'alta atmosfera, come le sonde che non erano state create per misurazioni dirette finché esse non fossero state decelerate dall'atmosfera.
Senza alcuno scudo termico o paracadute, la sonda effettuò misurazioni sull'alta atmosfera con due strumenti, uno spettrometro di massa ionico e uno spettrometro di massa neutro, fino ad un'altitudine di 165 km, prima di disintegrarsi il 9 dicembre 1978.

### La sonda maggiore
La sonda maggiore era equipaggiata con 7 esperimenti scientifici, inseriti dentro un contenitore sferico sigillato e sotto pressione. Gli esperimenti erano:
- Uno spettrometro di massa neutrale per misurare la composizione atmosferica
- Un gascromatografo per studiare la composizione atmosferica
- Un radiometro per misurare la penetrazione del flusso solare nell'atmosfera
- Un radiometro infrarosso per misurare la distribuzione della radiazione infrarossa
- Uno spettrometro per misurare la dimensione e la forma delle particelle nelle nuvole
- Un nefelometro per ricercare le particelle presenti nelle nubi
- Sensori di temperatura, pressione ed accelerazione

Il modulo sotto pressione era racchiuso tra un cono sporgente e una copertura protettiva di poppa. In seguito alla decelerazione, dopo l'ingresso in atmosfera a 11,5 km/s vicino all'equatore sul lato notturno di Venere, un paracadute venne aperto a 47 km di altezza. La sonda aveva un diametro di 1,5 m, mentre il modulo sotto pressione aveva un diametro di 73,2 cm.

### Le sonde più piccole
Le tre sonde piccole erano identiche e avevano un diametro di 0,8 m. Anche queste sonde consistevano in un modulo sotto pressione circondato da un rivestimento ma, diversamente dalla sonda maggiore, non avevano alcun paracadute e il rivestimento non si separava dalla sonda.
Ogni sonda trasportava un nefelometro, sensori di temperatura, pressione e accelerazione e un radiometro per mappare la distribuzione delle sorgenti di energia radiativa nell'atmosfera. I segnali radio di tutte e quattro le sonde vennero pure utilizzati per studiare le caratteristiche dei venti, delle turbolenze e della propagazione nell'atmosfera.
Le sonde vennero spedite verso differenti parti del pianeta e vennero chiamate di conseguenza:
- La sonda nord entrò nell'atmosfera a circa 60 gradi di latitudine nord nel lato diurno
- La sonda notturna entrò nel lato notturno
- La sonda diurna entrò nel lato diurno e fu la sola delle quattro sonde che continuò a inviare segnali radio dopo l'impatto, per oltre un'ora.